# فیزیکا
فیزیکا (انگلیسی: Physica) یک سری ژورنال علمی هلندی فیزیکی داوری همتا شده توسط الزویر است که در سال ۱۹۳۴ توسط ژورنال تکی Physica و در سال ۱۹۷۵ (Physica A, Physica B, Physica C) تقسیم شد. Physica D در سال ۱۹۸۰ و Physica E در ۱۹۹۸ ایجاد شد. تا سال ۲۰۰۷ در اوترخت منتشر می‌شد و الآن در آمستردام توسط الزویر منتشر می‌شود.